# Л’Аржантьер-ла-Бессе (кантон)
Л’Аржантье́р-ла-Бессе́ (фр. L'Argentière-la-Bessée) — кантон во Франции, находится в регионе Прованс — Альпы — Лазурный Берег, департамент Верхние Альпы. Входит в состав округа Бриансон.
Код INSEE кантона — 0502. Всего в кантон Л’Аржантьер-ла-Бессе входит 9 коммун, из них главной коммуной является Л’Аржантьер-ла-Бессе.

## Коммуны кантона
| Коммуна               | Население, чел. (1999) | Почтовый индекс | Код INSEE |
| --------------------- | ---------------------- | --------------- | --------- |
| Вальлуиз              | 637                    | 05290           | 05175     |
| Л’Аржантьер-ла-Бессе  | 2 289                  | 05120           | 05006     |
| Ла-Рош-де-Рам         | 678                    | 05310           | 05122     |
| Ле-Виньо              | 390                    | 05120           | 05180     |
| Пельву                | 404                    | 05340           | 05101     |
| Пюи-Сен-Венсан        | 267                    | 05290           | 05110     |
| Сен-Мартен-де-Кейриер | 936                    | 05120           | 05151     |
| Фрессиньер            | 169                    | 05310           | 05058     |
| Шанселла              | 142                    | 05310           | 05031     |

## Население
Население кантона на 2007 год составляло 6 488 человек.
| 1962  | 1968  | 1975  | 1982  | 1990  | 1999  | 2006 | 2007  | 2008 |
| ----- | ----- | ----- | ----- | ----- | ----- | ---- | ----- | ---- |
| 4 598 | 4 946 | 5 012 | 5 468 | 5 462 | 5 912 | —    | 6 488 | —    |